# Windows Server 2008
Windows Server 2008 är det serveroperativsystem (Windows Server) från Microsoft som ersatte Windows Server 2003. Det gick under senare delen av utvecklingsfasen under kodnamnet Longhorn.
I denna version av Microsofts serveroperativsystem ingår stora delar av funktionerna i Windows Vista plus IIS 7 och WinFS.
Operativsystemet har stöd för både 64-bitars processorer (x64) och 32-bitars processorer (x86). IA-64 stöds i datacenterutgåvan av operativsystemet.
Microsoft tillkännagav den första betaversionen – Beta 1 – 27 juli 2005, och den färdiga version av Server 2008 släpptes den 27 februari 2008 samtidigt som Visual Studio 2008 och SQL Server 2008.

## Windows Server 2008 R2
Samtidigt som Windows 7 lanserades kom en ny version av serveroperativsystemet (Windows Server). Den kom under namnet Windows Server 2008 R2. Operativsystemet finns bara i 64-bitarsversion.